# Burg Steingebronn
Die Burg Steingebronn ist eine abgegangene Höhenburg auf dem Burgfelsen im Ortsteil Steingebronn der Gemeinde Gomadingen im Landkreis Reutlingen in Baden-Württemberg.
Die Burg wurde 1276 erwähnt und als ehemalige Besitzer werden die Herren von Speth genannt. Von der nicht mehr genau lokalisierbaren Burganlage ist nichts erhalten, an sie erinnert nur noch der Name „Burgstraße“.